# Bruchbau

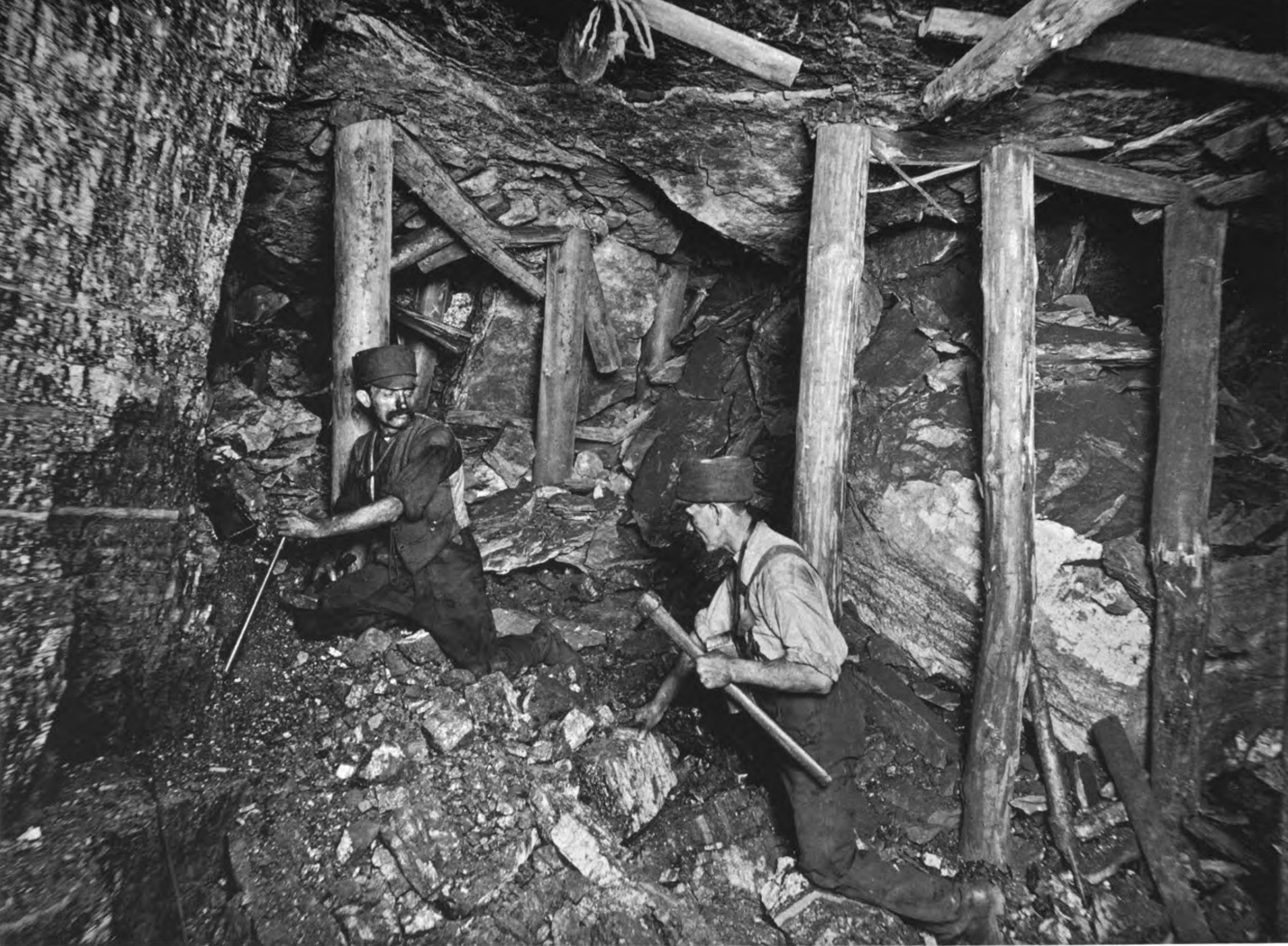
Abbaubetrieb im Bruchfeld

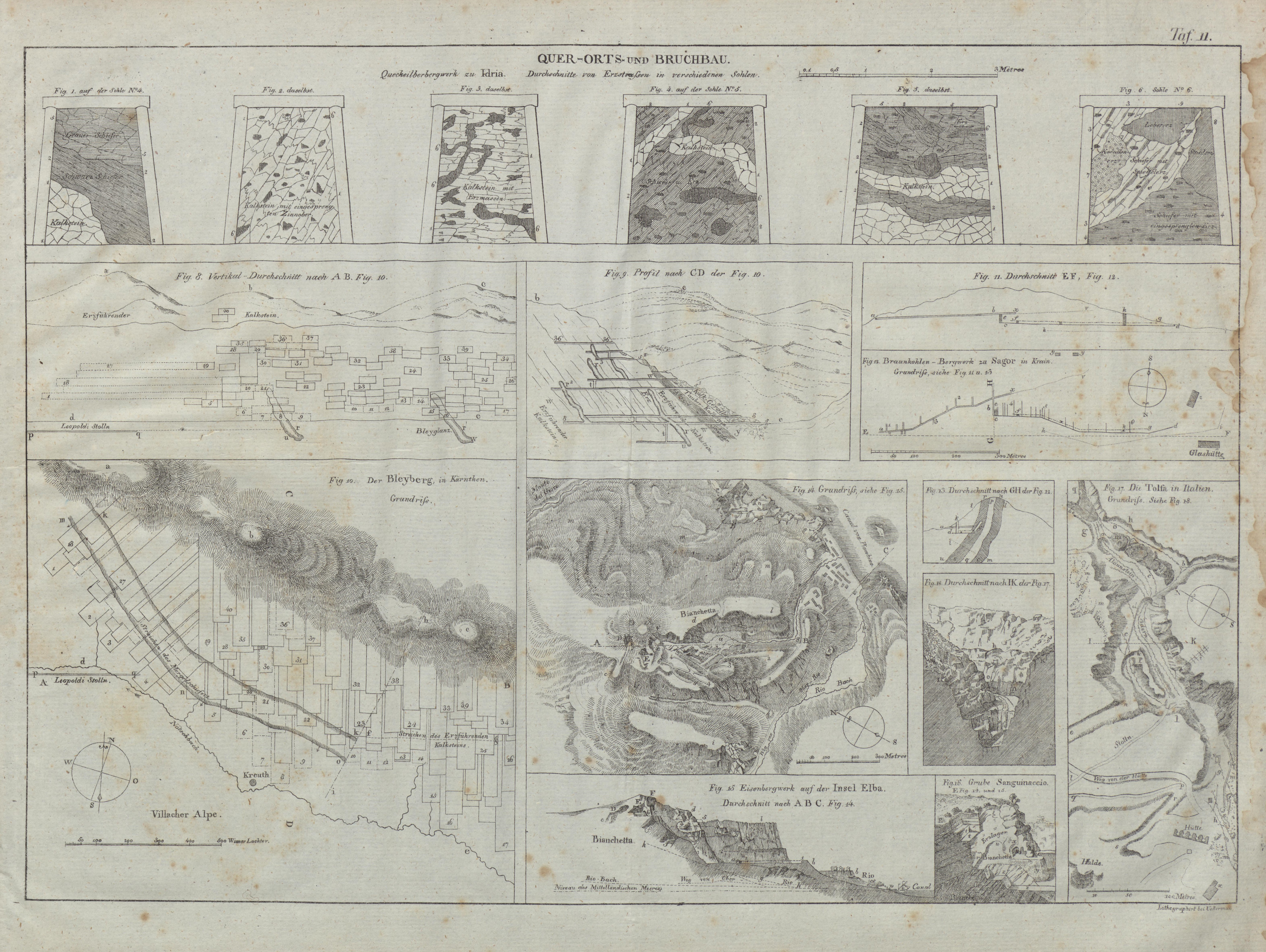
Bruchbau (Darstellung aus dem Anfang des 19. Jahrhunderts)

Als Bruchbau bezeichnet man im Bergbau ein Abbauverfahren, das angewendet wird, um sogenannte Restpfeiler, die nach erfolgtem Abbau noch stehen geblieben sind und noch genügende Festigkeit besitzen, hereinzugewinnen. Das Verfahren wird auch bei teils durchörterten Lagerstätten verwendet.

## Grundlagen
Der Bergmann unterscheidet zwischen einem stehenden Bruch und einem lebendigen Bruch. Beim stehenden Bruch nimmt die Gesteinsmasse die ursprüngliche Stellung ein und wird nur durch Klüfte und Spalten, die infolge des Brechens entstanden sind, zerrissen. Beim lebendigen Bruch wird die Gesteinsmasse in einzelne Stücke zersplittert, sodass sie sich nicht mehr in ihrer ursprünglichen Stellung befindet. Durch den Bruchbau wird ein planmäßiges Zubruchwerfen des Hangenden im Anschluss an den Abbau erzielt. Die durch das Hereingewinnen des Bodenschatzes entstandenen Hohlräume sollen durch die Volumenvergrößerung des beim Zubruchgehen des Hangenden entstandenen Haufwerks verfüllt werden. Durch diese Maßnahme wird für das sogenannte Haupthangende ein neues Widerlager erstellt. Die Linie, an der die Hangendschichten abreißen, nennt der Bergmann Bruchkante. Es werden hauptsächlich zwei Arten des Bruchbaus unterschieden, der Etagenbruchbau und der eigentliche Bruchbau. Weitere Verfahren sind der Blockbruchbau und der querschlägige Teilsohlenpfeilerbruchbau. Außerdem wird der Bruchbau als Form der Hangendbehandlung verwendet. In bestimmten Bereichen kommt es vor, dass sich das Zubruchgehen des Hangenden bis zur Tagesoberfläche durcharbeitet und es dadurch zum Tagesbruch kommt. Durch den verstärkten Bruchbau kam es zum Beispiel in Altenberg in Sachsen zu einem gewaltigen Bruch des Zinnzwitter-Stockwerks, der die Entstehung der etwa 400 m großen Altenberger Pinge verursachte.

## Etagenbruchbau
Der Etagenbruchbau wird auch als Teilsohlenbruchbau bezeichnet und ist ein universelles Abbauverfahren. Das Abbauverfahren wird angewendet, um mächtige steil aufgerichtete Stöcke und Lager abzubauen, deren Massen nicht mehr genügend Festigkeit besitzen. Aber auch, um mit großen Weitungen zu arbeiten. Hat die Lagerstätte eine genügend große Mächtigkeit, dann findet hierbei der Abbau des Minerals auf mehreren Teilsohlen gleichzeitig statt, ansonsten wird das Erz auf den einzelnen Teilsohlen nacheinander abgebaut. Der Etagenbruchbau hat in bestimmten Bereichen Ähnlichkeit mit dem Pfeilerbau. Der Unterschied zum Pfeilerbau besteht darin, dass beim Etagenbruchbau die Pfeiler nicht zwischen Firste und Sohle stehen, sondern die Lagerstätte als solche die Begrenzung bildet. Es gibt zwei verschiedene Methoden, deren Anwendung davon abhängt, wie die Lagerstätte beschaffen ist. Bei plattenförmigen Lagerstätten werden die Örter streichend oder quer getrieben. Quer getriebene Örter sind im Allgemeinen besser, da dadurch mehr Gewinnungspunkte und nicht so lange Örter entstehen. Diese Methode wird meistens bei gebrächigem Gestein angewendet. Eine weitere Methode ist das gezielte Herbeiführen des Bruchs der höheren Massen durch den Örterbetrieb. Dabei werden neue Örter gewonnen, die dann in den eigentlichen Bruchbau übergehen.
Der Abbau der Teilsohlen geschieht von oben nach unten. Hierfür werden zunächst, je nach Lagerstätte, zwischen drei und fünf Teilsohlen aufgefahren. Anschließend erfolgt der Abbau einer Etage oder Teilsohle und nach dem Abbau dieser Teilsohle wird die nächst untere abgebaut. Somit staffelt sich der Abbau nach unten und die unterste Teilsohle hält dadurch den ganzen Bruchversatz über sich. Durch diese Vorgehensweise kann die Lagerstätte möglichst vollständig ausgebeutet werden. Man treibt auch beim Etagenbruchbau zunächst mehrere Örter und im Anschluss daran werden die dazwischenliegenden Pfeiler hereingewonnen. Auch die Firste, die aufgrund der höheren Etage in den Örtern stehen geblieben ist, wird dabei hereingewonnen. Hierbei werden die Pfeiler und Schweben durch sogenanntes Dünnschießen geschwächt, bis die Pfeilerreste unter dem Hangenddruck zusammenbrechen. Gleichzeitig rollt dabei das obere Haufwerk herunter, aus dem dann noch Erzbrocken gewonnen werden können. Wo es zwecks Stabilisierung erforderlich ist, werden die beim Abbau der Pfeiler entstehenden Hohlräume von der jeweils oberen Teilsohle mit Magerbeton gefüllt.
Das Abbauverfahren wird auch heute noch als Teilsohlenbruchbau verwendet, da es keine großen Anforderungen an das Nebengestein und das Mineral stellt. Auch ist es vom Einfallen der Lagerstätte relativ unabhängig. Bei diesem Abbauverfahren wird eine notwendige Betriebskonzentration durch den Einsatz leistungsfähiger LHD-Geräte erzielt. Die Gewinnung wird mittels Bohr- und Sprengarbeiten erzielt. Anschließend wird das hereingesprengte Haufwerk mittels LHD-Geräten aufgenommen und abgefördert. Durch zuvor erstellte Rolllöcher wird das Haufwerk zur Fördersohle gefördert. Hier wird das Gestein über Förderbänder weitertransportiert.

## Eigentlicher Bruchbau
Der eigentliche Bruchbau ist keine besondere Abbaumethode, zumal der Etagenbruchbau in den eigentlichen Bruchbau übergeht. Da der eigentliche Bruchbau eher ein Bau in gebrochenen Massen ist, wird auch die Gewinnung von Braunkohle als Bruchbau bezeichnet. Im Steinkohlenbergbau wurde im 19. Jahrhundert die Zimmerung im Abbau geraubt, dadurch kam es bei mächtigen Steinkohleflözen zum Hereinbrechen der angebackenen Firstenkohle. Auf einigen Bergwerken wurde dieser Vorgang auch als Bruchbau bezeichnet. Auch bei einigen Bergwerken mit Stockwerksbau wurde der eigentliche Bruchbau angewendet. Durch vorher stattgefundenen Weitungsbau oder Stockwerksbau in mächtigen Lagerstätten kommt es hierbei zu zufälligem und absichtlichem Bruch der zerrütteten Massen. Durch Bruchbau und Abtreibearbeit wurden diese Lagerstätten dann weiter bearbeitet. Wird in einer durch Stockwerksbau bereits bearbeiteten Lagerstätte weiterhin regelmäßig Bruchbau betrieben, so wird von der tiefsten Sohle aus begonnen. Hierzu wird vom festen Gebirge ausgehend eine Strecke in willkürlicher Richtung aufgefahren, um bauwürdige Massen aufzusuchen. Die Streckenzimmerung musste für diese Arbeiten im Bereich des sogenannten Bruchortes verstärkt werden, im Schutz der Zimmerung standen die Bergleute.
Mit dem Bruchort oder Suchort wird in die bereits gebrochenen Massen hineingefahren. Dabei wird soviel Bruchmasse hereingewonnen, wie in das Suchort von selbst hineinfällt. Teilweise wurden früher die Gesteinsmassen mit Schlägel- und Eisenarbeit hereingewonnen, wobei auch das Feuersetzen zur Anwendung kam. Durch das Hereingewinnen und anschließende Abfördern der gelockerten Bruchmassen bildet sich im Bereich der Ortsbrust allmählich ein Hohlraum aus. Wenn die lockeren Massen nicht mehr von selbst in das Suchort rollen, werden mittels Brechstangen neue Einbrüche erstellt. Sobald solche Einbrüche entstehen, suchen die Bergleute erneut hinter der Streckenzimmerung Schutz vor herabfallenden Gesteinsbrocken. Wenn sich mit den Brechstangen keine Massen mehr lösen ließen, wurde mittels einer weiteren Holzverstärkung und Decklagen aus Bergematerial die Streckenzimmerung umgebaut zu einer sogenannten Abtreibezimmerung. Dadurch wurde das Suchort nun zum Schubort. Im Schutz dieser Abtreibezimmerung standen die Bergleute, um die Massen mit sogenannten Abgetrieben weiter aufzulockern. Solche Schuborte standen oftmals bis zu zwölf Jahre. Hatte sich ein stehender Bruch gebildet, musste die Zimmerung nicht so stabil sein wie bei einem lebendigen Bruch. Probleme können dabei entstehen, wenn sich hinter dem Ausbau Hohlräume bilden.

## Blockbruchbau
Der Blockbruchbau ist ein Abbauverfahren, das in massiven Erzlagerstätten mit geringer Eigenstandfähigkeit angewendet wird. Voraussetzung hierbei ist jedoch, dass sich die Lagerstätten in alle Richtung ausdehnen. Eine weitere Voraussetzung, um dieses Abbauverfahren einzusetzen, ist das Verhalten des Erzes bezüglich seiner Lösbarkeit aus der Lagerstätte. So ist es erforderlich, dass sich ein hereingewinnbarer Erzblock einwandfrei aus seiner seitlichen Umgebung lösen lässt. Lagerstätten, die solche Eigenschaften aufweisen, neigen dazu, über einem bergmännisch aufgefahrenen Hohlraum einzubrechen. Hinzu kommt, dass das herausgelöste Mineral nicht zusammenbacken und keine Neigung zur Selbstzündung haben darf. Aus diesen Gründen ist der Blockbruchbau nur für den Erzbergbau geeignet. Das Verfahren als solches ist eines der billigsten Abbauverfahren. Die Kosten für den Blockbruchbau sind annähernd gleich den Kosten, die für den Tagebau benötigt werden. Entwickelt wurde das Verfahren im Eisenerzrevier am Oberen See. Hier wurden beim Teilsohlenbruchbau die Abstände zwischen den Teilsohlen vergrößert. Dabei wurden die Ausrichtungsarbeiten in den Wintermonaten getätigt, um dann im Sommer das gebrochene Erz über den Wasserweg abtransportieren zu können.
Bevor die Lagerstätte mit diesem Gewinnungsverfahren ausgebeutet werden kann, ist ein erheblicher Vorleistungsaufwand erforderlich. Dabei ist die Lagerstätte in geeignete Vorrichtungsbaue zu unterteilen. Es muss zunächst ein umfangreiches Streckennetz für den Abbau aufgefahren werden. Durch dieses wird die komplette Lagerstätte in einzelne Blöcke unterteilt. Um das Erz später abzufördern, werden unter den Erzblöcken in gleichmäßigen Abständen Abzugstrichter erstellt. Mit den Ausrichtungsbauen wird nun ein Lagerstättenblock umfahren. Durch diese Vorgehensweise wird nun der jeweilige Block an seinen senkrechten Begrenzungsflächen aus dem gesamten Gebirgsverband gelöst. Im Anschluss daran wird mittels Bohr- und Sprengarbeit die unterste Scheibe des Erzblockes abgelöst. Dadurch werden die Widerlager des Erzblocks entfernt und der Erzblock bricht, bedingt durch die Schwerkraft, nach unten ein. Das hereingewonnene Erz wird durch die Abzugstrichter mittels Fahrladern zu einer Aufgabestation abgefördert. Nachdem die unterste Scheibe abgelöst ist, bricht der darüber liegende Inhalt des Blockes über dem entstandenen Hohlraum ohne zusätzlichen Aufwand zusammen. Auch dieses hereingewonnene Erz wird unter den Abzugstrichtern mittels Fahrladern zu einer Aufgabestation abgefördert. Größere Erzbrocken werden vor dem Weitertransport mittels Schlagwalzenbrecher zerkleinert, anschließend wird das hereingewonnene und zerkleinerte Erz über Bandanlagen abtransportiert.

## Bruchbau zur Hangendbehandlung
Der Bruchbau wird auch als Form zur Hangendbehandlung beim Strebbau und beim Pfeilerbau verwendet. Dabei handelt es sich nicht um ein Verfahren zur Gewinnung der Lagerstätteninhalte, sondern um ein planmäßiges Absenken des Hangenden. Durch dieses planmäßige Zubruchwerfen wird verhindert, dass nach dem Hereingewinnen der nutzbaren Lagerstättenteile ein großer Raum offen stehen bleibt. An den Grenzen dieses Raumes können sich aufgrund des Gebirgsdruckes übermäßige Spannungen bilden. Damit das Hangende schnell zum Einreißen gebracht wird, muss der Ausbau möglichst gleichmäßig an einer geraden Linie entfernt werden. Der Ausbau wird dabei zweckmäßigerweise von der Stoßmitte zu beiden Seiten geraubt. Die Grundidee des Bruchbaus zur Hangendbehandlung beruht auf der Vorstellung des Freibauens der Lagerstätte ohne Liegenlassen von Restpfeilern. Dabei soll verhindert werden, dass sich Spannungen bilden. Bis in die 1950er Jahre lag die Anwendbarkeitsgrenze des Bruchbaus bei streichender Abbaurichtung bei einem Einfallen von 33 Gon und bei schwebender Abbaurichtung bei 22 Gon. Unter Verwendung von Schildausbau liegt die Grenze bei streichender Abbaurichtung bei einem Einfallen von 55 Gon und schwebender Abbaurichtung bei einem Einfallen von 40 Gon. Beim Strebbruchbau lässt sich der Abbau sowohl mittels Vorbau als auch als Rückbau führen.